# Округ Димит (Тексас)
Округ Димит (енгл. Dimmit County) је округ у америчкој савезној држави Тексас. По попису из 2010. године број становника је 9.996.

## Демографија
Према попису становништва из 2010. у округу је живело 9.996 становника, што је 252 (2,5%) становника мање него 2000. године.
| Група             | 2000.         | 2010.         |
| Белци             | 1.350 (13,2%) | 1.217 (12,2%) |
| Афроамериканци    | 90 (0,9%)     | 99 (1,0%)     |
| Азијати           | 68 (0,7%)     | 56 (0,6%)     |
| Хиспаноамериканци | 8.708 (85,0%) | 8.616 (86,2%) |
| Укупно            | 10.248        | 9.996         |